# Oscar Bobb
Oscar Bobb (sinh ngày 12 tháng 7 năm 2003) là một cầu thủ bóng đá chuyên nghiệp người Na Uy hiện đang thi đấu ở vị trí tiền vệ cánh phải cho câu lạc bộ Manchester City tại Premier League và Đội tuyển bóng đá quốc gia Na Uy.

## Sự nghiệp câu lạc bộ

### Sự nghiệp ban đầu và chuyển đến Bồ Đào Nha
Sinh ra ở Oslo, Bobb chơi cho đội trẻ của Lyn. Năm 2013, câu lạc bộ bóng đá Bồ Đào Nha Porto bắt đầu liên hệ với anh sau một màn trình diễn tốt ở giải trẻ ở Algarve. Porto đã liên hệ với mẹ của Bobb, Turid Gunnes, để thuyết phục anh ký hợp đồng với đội. Porto thậm chí còn trả tiền để hai người đến thăm cơ sở câu lạc bộ. Vào tháng 10 năm 2015, Gunnes tự mình chuyển đến Bồ Đào Nha trước khi ký giấy tờ vào tháng 11 cùng năm để Bobb được ghi danh vào Liên đoàn bóng đá Bồ Đào Nha.
Mặc dù các tài liệu này bị FIFA từ chối vào tháng 1 năm 2016, Bobb và mẹ anh vẫn ở Porto. Vào tháng 1 năm 2017, anh đã cố gắng ký hợp đồng với Escola de Futebol Hernâni Gonçalves (Trường bóng đá Hernâni Gonçalves). Tuy nhiên, FIFA đã không tin rằng mẹ của anh đã tự ý chuyển đến Bồ Đào Nha để theo đuổi sự nghiệp diễn xuất của bà và cũng không tin rằng Escola de Futebol Hernâni Gonçalves độc lập với Porto. Vì tất cả những lý do này, FIFA đã từ chối cấp giấy chứng nhận chuyển nhượng quốc tế cho Bobb.
Vụ việc này đã được đưa ra Tòa án Trọng tài Thể thao. Tòa án đã quyết định theo về phía FIFA và Bobb được yêu cầu quay trở lại Na Uy. Sau khi quay trở về Na Uy, anh ký hợp đồng với câu lạc bộ Vålerenga có trụ sở tại Oslo.

### Manchester City
Bobb gia nhập câu lạc bộ Manchester City tại Premier League vào tháng 7 năm 2019. Vào tháng 10 cùng năm, anh được tờ báo Anh The Guardian vinh danh là tài năng trẻ xuất sắc nhất cùng độ tuổi của anh của Manchester City.
Sau khởi đầu tương đối chậm so với các cầu thủ trẻ khác được đưa về cùng thời điểm, Bobb đã củng cố vị trí của mình ở đội U-23 Manchester City khi anh ghi nhiều pha kiến tạo trong mùa giải hoàn chỉnh đầu tiên. Với tư cách là một phần thưởng cho phong độ tốt của anh ở đội dự bị, Bobb lần đầu tiên được điền tên vào băng ghế dự bị của Manchester City trong trận đấu trước Swindon Town ở vòng ba FA Cup vào ngày 7 tháng 1 năm 2022 mặc dù không ra sân.
Vào ngày 2 tháng 9 năm 2023, Bobb có trận ra mắt Premier League khi vào sân thay người ở phút 88 cho Phil Foden trong trận thắng 5–1 trước Fulham. Vào ngày 19 tháng 9, anh có trận ra mắt Champions League trong trận chiến thắng 3–1 trước Sao Đỏ Beograd ở sân nhà khi vào thay Phil Foden ở phút thứ 83. Vào ngày 13 tháng 12, trong trận gặp Sao Đỏ Beograd lần thứ hai ở sân khách, Bobb ghi bàn thắng đầu tiên tại Champions League để giúp Manchester City giành chiến thắng với tỷ số 3–2. Vào ngày 13 tháng 1 năm 2024, anh ghi bàn thắng đầu tiên ở Premier League ở phút thứ 91 khi ghi bàn ấn định chiến thắng ngược dòng 3–2 trên sân khách trước Newcastle United. Vào ngày 26 tháng 2, anh ký hợp đồng mới dài hạn với câu lạc bộ đến năm 2029.

## Sự nghiệp quốc tế
Sinh ra ở Oslo, Na Uy, Bobb mang dòng máu Gambia thông qua cha mình. Anh từng là tuyển thủ trẻ quốc tế của Na Uy khi thi đấu cho đội tuyển U-21 quốc gia Na Uy.
Bobb lần đầu tiên được triệu tập vào đội tuyển quốc gia Na Uy vào tháng 10 năm 2023. Anh có trận ra mắt cho đội tuyển quốc gia khi vào sân thay người ở phút thứ 63 trong chiến thắng 4–0 của đội tại vòng loại UEFA Euro 2024 trước Cộng hòa Síp vào ngày 12 tháng 10.
Vào ngày 16 tháng 11 năm 2023, Bobb ghi bàn thắng đầu tiên cho Na Uy trong trận giao hữu với Quần đảo Faroe.

## Đời tư
Oscar Bobb nói thông thạo tiếng Bồ Đào Nha.

## Thống kê sự nghiệp

### Câu lạc bộ
Tính đến 11 tháng 5 năm 2024
| Câu lạc bộ          | Mùa giải            | Giải vô địch        | Giải vô địch | Giải vô địch | Cúp quốc gia | Cúp quốc gia | Cúp Liên đoàn | Cúp Liên đoàn | Châu lục | Châu lục | Khác | Khác | Tổng cộng | Tổng cộng |
| Câu lạc bộ          | Mùa giải            | Hạng đấu            | Trận         | Bàn          | Trận         | Bàn          | Trận          | Bàn           | Trận     | Bàn      | Trận | Bàn  | Trận      | Bàn       |
| ------------------- | ------------------- | ------------------- | ------------ | ------------ | ------------ | ------------ | ------------- | ------------- | -------- | -------- | ---- | ---- | --------- | --------- |
| Manchester City     | 2023–24             | Premier League      | 14           | 1            | 5            | 0            | 1             | 0             | 4        | 1        | 2    | 0    | 26        | 2         |
| Tổng cộng sự nghiệp | Tổng cộng sự nghiệp | Tổng cộng sự nghiệp | 14           | 1            | 5            | 0            | 1             | 0             | 4        | 1        | 2    | 0    | 26        | 2         |

1. ↑  Bao gồm FA Cup
2. ↑  Bao gồm EFL Cup
3. ↑  Ra sân tại UEFA Champions League
4. ↑  Ra sân tại FIFA Club World Cup

### Quốc tế
Tính đến 19 tháng 11 năm 2023
| Đội tuyển quốc gia | Năm       | Trận | Bàn |
| ------------------ | --------- | ---- | --- |
| Na Uy              | 2023      | 4    | 1   |
| Na Uy              | 2024      | 2    | 1   |
| Tổng cộng          | Tổng cộng | 6    | 2   |

Tỷ số và kết quả liệt kê bàn thắng của Na Uy được để trước, cột tỷ số cho biết tỷ số sau mỗi bàn thắng của Bobb.
| # | Ngày                 | Địa điểm                           | Trận | Đối thủ        | Bàn thắng | Kết quả | Giải đấu |
| - | -------------------- | ---------------------------------- | ---- | -------------- | --------- | ------- | -------- |
| 1 | 16 tháng 11 năm 2023 | Sân vận động Ullevaal, Oslo, Na Uy | 3    | Quần đảo Faroe | 2–0       | 2–0     | Giao hữu |
| 2 | 22 tháng 3 năm 2024  | Sân vận động Ullevaal, Oslo, Na Uy | 5    | Cộng hòa Séc   | 1–0       | 1–2     | Giao hữu |

## Danh hiệu

### Câu lạc bộ

#### Manchester City
- Premier League: 2023–24[20]
- FA Community Shield: 2024
- UEFA Super Cup: 2023[21]
- FIFA Club World Cup: 2023[22]

### Cá nhân
- Bàn thắng đẹp nhất tháng Giải bóng đá Ngoại hạng Anh: Tháng 1 năm 2024[23]